# Angelo Cera
Angelo Cera (San Marco in Lamis, 10 aprile 1952) è un politico italiano.

## Biografia
Nato nel 1952 a San Marco in Lamis, figlio dell'ex sindaco di omonima città e commendatore della Repubblica Napoleone Cera.
Dal 13 dicembre 1990 al 13 agosto 1992 è eletto consigliere e sindaco di San Marco in Lamis.
Nel 1994 è eletto consigliere provinciale di Foggia. Carica che, preservata nella successiva legislatura, è riaffermata con il massimo suffragio nel 2003, investendo l'incarico di capo gruppo UDC.

### Consigliere regionale della Puglia
Eletto consigliere regionale per la prima volta nel 1995 con il Partito Popolare Italiano (nella coalizione di centro-sinistra), gli viene assegnata la carica di consigliere segretario del Consiglio regionale. Rieletto anche nel 2000 (con il PPI, sempre nella coalizione di centro-sinistra), ricopre nuovamente l'incarico di Segretario del consiglio Regionale. Nel 2002 lascia il PPI e aderisce all'UDC (che si collocava invece nel centro-destra), per tale motivo il 29 giugno 2004 è nominato dal Presidente della Giunta regionale Raffaele Fitto Assessore con delega alle Politiche dell'Occupazione e del Lavoro, Cooperazione, Pubblica Istruzione, Diritto allo Studio.
Il 3 e 4 aprile 2005 è stato rieletto al Consiglio regionale nelle liste UDC (nella coalizione di centro-destra), in provincia di Foggia.

### Elezione a deputato
Alle elezioni politiche del 2006 viene candidato al Senato della Repubblica, risultando tuttavia il primo dei non eletti.
Alle elezioni politiche del 2008 viene candidato alla Camera dei deputati,
venendo eletto per la prima volta nella circoscrizione Puglia tra le liste dell'UdC.
Nel mese di ottobre 2011 è eletto Segretario Provinciale dell'Unione di Centro.
Nel 2011 viene eletto, per la seconda volta, sindaco di San Marco in Lamis.
Dal 7 maggio 2013 al 17 febbraio 2014 è componente della IV Commissione (Difesa) e dal 17 febbraio 2014 è componente della VIII Commissione (Ambiente, Territorio e Lavori Pubblici)
Alle elezioni politiche del 2013 è ricandidato alla Camera dei Deputati, nelle circoscrizione Puglia, nelle liste dell'Unione di Centro (in seconda posizione), venendo rieletto deputato della XVII Legislatura, per via della rinuncia del segretario Lorenzo Cesa (che opta per altra circoscrizione).
Alla Camera dei Deputati, sempre assieme agli altri sette eletti dell'UdC, aderisce dapprima al gruppo parlamentare di Scelta Civica per l'Italia (con cui l'UdC è stato alleato alle elezioni politiche) (da inizio legislatura al 10 dicembre 2013), passando successivamente al gruppo parlamentare Per l'Italia - Centro Democratico (dal 10 dicembre 2013 al 16 dicembre 2014) ed infine, in seguito all'alleanza parlamentare con il Nuovo Centrodestra di Angelino Alfano, passa al gruppo Area Popolare (NCD-UDC) (dal 16 dicembre 2014 al 7 dicembre 2016).
Il 7 dicembre 2016, infine, in seguito alla rottura dell'alleanza politica tra l'UdC e l'NCD di Alfano, abbandona assieme agli altri quattro deputati dell'Unione di Centro il gruppo Area Popolare (NCD-UDC), passando quindi al Gruppo misto, dove viene costituita la componente "UDC", a cui aderisce.
A gennaio 2016 viene nominato Commissario dell'Unione di Centro per la regione Calabria.
Alle elezioni politiche del 2018 è ricandidato alla Camera dei deputati, nel collegio uninominale di San Severo, sostenuto dalla coalizione di centro-destra (in quota UDC). Raccoglie 34.201 preferenze (pari al 33,33% dei voti), non riuscendo ad essere rieletto.
Nel 2020 il figlio Napoleone, già consigliere regionale, aderisce a Forza Italia. L'anno dopo Angelo si candida nuovamente a sindaco di San Marco in Lamis, con il sostegno di FI.

## Vita privata
Suo figlio, Napoleone, alle elezioni regionali in Puglia del 2015 è stato eletto consigliere regionale con l'UDC a sostegno di Michele Emiliano. Ricandidato alle elezioni regionali in Puglia del 2020 nelle liste di Forza Italia, risulterà primo dei non eletti, riuscendo poi a rientrare in consiglio regionale nel 2022 dopo le dimissioni di Giandiego Gatta.

## Controversie
A giugno 2013, nel corso della discussione sul ddl emergenze alla Camera, ha lanciato insulti e minacce pesanti verso i deputati del Movimento 5 Stelle, in particolare Alessandro Di Battista, Angelo Tofalo e Carlo Sibilia.

## Procedimenti giudiziari
A settembre 2009 viene condannato a 1 anno e 6 mesi di reclusione per truffa aggravata e falso ideologico ai danni della Regione Puglia, reati commessi durante il suo mandato da consigliere regionale.
Il 18 dicembre 2010 viene assolto dalla Corte di Appello di Bari perché il "fatto non costituisce reato".